# Peter Whitehead
Peter Whitehead (1914. november 12. – 1958. szeptember 21.) brit autóversenyző, az 1951-es Le Mans-i 24 órás autóverseny győztese, volt Formula–1-es pilóta.

## Pályafutása
1935-ben, 20 évesen kezdte versenyzői karrierjét. 1938-ban megnyerte az ausztrál nagydíjat.

### Formula–1
A második világháború után több Formula–1-es versenyen vett részt. Ő volt az első akinek Enzo Ferrari Formula–1-es autót adott el, így privátként több futamon is egy Ferrari 125 F1-esel versenyzett a 40-es évek végén, valamint az 50-es évek elején.
Tizenkét nagydíjon szerepelt a világbajnokságon. 1950-ben a francia nagydíjon Juan Manuel Fangio és Luigi Fagioli mögött a harmadik helyen ért célba. Ez volt pályafutása egyetlen pontszerző helyezése a sorozatban.
Számos nem világbajnoki versenyen is rajhoz állt. Ezeken a nagydíjakon több győzelmet is szerzett.

### Hosszútávú versenyek
1950 és 1958 között összesen nyolc alkalommal állt rajthoz a Le Mans-i 24 órás versenyen. 1951-ben váltótársával, Peter Walkerel együtt megszerezte a Jaguar első győzelmét a verseny történelmében. 1955-ben, 1957-ben és 1958-ban testvérével, Graham Whiteheadel együtt szerepelt Le Mans-ban. Az 58-as futamon másodikként zártak. 1953-ban Stirling Moss társaként megnyerte a Reims-i 12 órás futamot.

## Halála
1958. szeptember 21-én, nem sokkal Le Mans-ban elért második helyezésüket követően Peter és Graham a Tour de France nevezetű autóversenyen szerepeltek. Jaguarjukkal balesetet szenvedtek, melyben  Peter életét vesztette.

## Eredményei

### Teljes Formula–1-es eredménysorozata
(Táblázat értelmezése)

(Félkövér: pole-pozícióból indult; dőlt: leggyorsabb kört futott) 

| Év   | Csapat           | Modell               | Motor           | 1      | 2      | 3   | 4      | 5      | 6     | 7      | 8      | 9   | Helyezés | Pont |
| ---- | ---------------- | -------------------- | --------------- | ------ | ------ | --- | ------ | ------ | ----- | ------ | ------ | --- | -------- | ---- |
| 1950 | Peter Whitehead  | Ferrari 125          | Ferrari V12     | GBR    | MON Ni | 500 | SUI    | BEL    | FRA 3 | ITA 7  |        |     | 9.       | 4    |
| 1951 | Scuderia Ferrari | Ferrari 125          | Ferrari V12     | SUI 13 | 500    | BEL |        |        |       |        |        |     | -        | 0    |
| 1951 | Graham Whitehead | Ferrari 125          | Ferrari V12     |        |        |     | FRA Ki |        | GER   | ITA Ki | ESP    |     | -        | 0    |
| 1951 | G A Vandervell   | Ferrari 375 Thinwall | Ferrari V12     |        |        |     |        | GBR 9  |       |        |        |     | -        | 0    |
| 1952 | Peter Whitehead  | Alta F2              | Alta Straight-4 | SUI    | 500    | BEL | FRA Ki |        |       |        |        |     | -        | 0    |
| 1952 | Peter Whitehead  | Ferrari 125          | Ferrari V12     |        |        |     |        | GBR 10 | GER   | NED    | ITA Nk |     | -        | 0    |
| 1953 | Atlantic Stable  | Cooper T24           | Alta Straight-4 | ARG    | 500    | NED | BEL    | FRA    | GBR 9 | GER    | SUI    | ITA | -        | 0    |
| 1954 | Peter Whitehead  | Cooper T24           | Alta Straight-4 | ARG    | 500    | BEL | FRA    | GBR Ki | GER   | SUI    | ITA    | ESP | -        | 0    |

### Le Mans-i 24 órás autóverseny
| Év   | Csapat                   | Autó                  | Csapattárs       | Helyezés | Kiesés oka    |
| ---- | ------------------------ | --------------------- | ---------------- | -------- | ------------- |
| 1950 | Peter Walker             | Jaguar XK 120S        | John Marshall    | 15.      |               |
| 1951 | Jaguar Cars Ltd.         | Jaguar XK 120GS       | Peter Walker     | Győzelem |               |
| 1952 | Jaguar Cars Ltd.         | Jaguar C-Type         | Ian Stewart      | Kiesett  |               |
| 1953 | Jaguar Cars Ltd.         | Jaguar C-Type         | Ian Stewart      | 4.       |               |
| 1954 | Jaguar Cars Ltd.         | Jaguar D-Type         | Ken Wharton      | Kiesett  | Váltóhiba     |
| 1955 | Cooper Car Company       | Cooper T38            | Graham Whitehead | Kiesett  | Olajszivárgás |
| 1957 | David Brown              | Aston Martin DBR2/370 | Graham Whitehead | Kiesett  | Váltóhiba     |
| 1958 | Graham & Peter Whitehead | Aston Martin DB3/S    | Graham Whitehead | 2.       |               |

## Fordítás
- Ez a szócikk részben vagy egészben  a   Peter Whitehead (racing driver) című angol Wikipédia-szócikk fordításán alapul.  Az eredeti cikk szerkesztőit annak laptörténete sorolja fel. Ez a jelzés csupán a megfogalmazás eredetét és a szerzői jogokat jelzi, nem szolgál a cikkben szereplő információk forrásmegjelöléseként.